# رویال گرینلند
رویال گرینلند (انگلیسی: Royal Greenland) شرکت صنایع غذایی دانمارکی است، که در سال ۱۹۹۰ تأسیس شد.